# 涅梅特·克里斯蒂安
涅梅特·克里斯蒂安（匈牙利語：Németh Krisztián，1989年1月5日—），匈牙利職業足球運動員。在場上司職前鋒。

## 生平
在2007年轉會到利物浦之前，涅梅特效力於MTK匈牙利人，其後獲外借到英冠球隊黑池一個月及AEK雅典。2010年8月19日尼美夫轉投希超球會奧林比亞高斯，轉會費130萬歐元，簽約三年與利物浦前隊友重逢。

## 外部連結
- 利物浦官網：克里斯蒂安·涅梅特簡歷